# Stepan Sarkisjan
Stepan Sarkisjan, född den 16 september 1962 i Vanadzor, Armenien, är en sovjetisk brottare som tog OS-silver i fjäderviktsbrottning i fristilsklassen 1988 i Seoul. 